# Amt Kirchspielslandgemeinden Eider
Amt Kirchspielslandgemeinden Eider er et amt i det nordlige Tyskland, beliggende i den nordlige del af Kreis Dithmarschen. Kreis Ditmarschen ligger i den sydvestlige del af delstaten Slesvig-Holsten, og amtets administration er beliggende i byen Hennstedt.
I kommunerne Tellingstedt og Lunden er der afdelingskontorer af forvaltningen.

## Kommuner i amtet
| 1. Barkenholm 2. Bergewöhrden 3. Dellstedt 4. Delve 5. Dörpling 6. Fedderingen 7. Gaushorn 8. Glüsing 9. Groven 10. Hemme 11. Hennstedt 12. Hollingstedt | 1. Hövede 2. Karolinenkoog 3. Kleve 4. Krempel 5. Lehe 6. Linden 7. Lunden 8. Norderheistedt 9. Pahlen 10. Rehm-Flehde-Bargen 11. Sankt Annen | 1. Schalkholz 2. Schlichting 3. Süderdorf 4. Süderheistedt 5. Tellingstedt 6. Tielenhemme 7. Wallen 8. Welmbüttel 9. Westerborstel 10. Wiemerstedt 11. Wrohm |

## Historie
1. Januar 2008 blev amtet oprettet af kommuner fra de tidligere amter Kirchspielslandgemeinde Hennstedt, Kirchspielslandgemeinde Lunden og Kirchspielslandgemeinde Tellingstedt.
Amtet bestod oprindeligt af 35 kommuner, men 1. januar 2009 fusionerede kommunen Hägen med Süderheistedt.